# 안서도호부

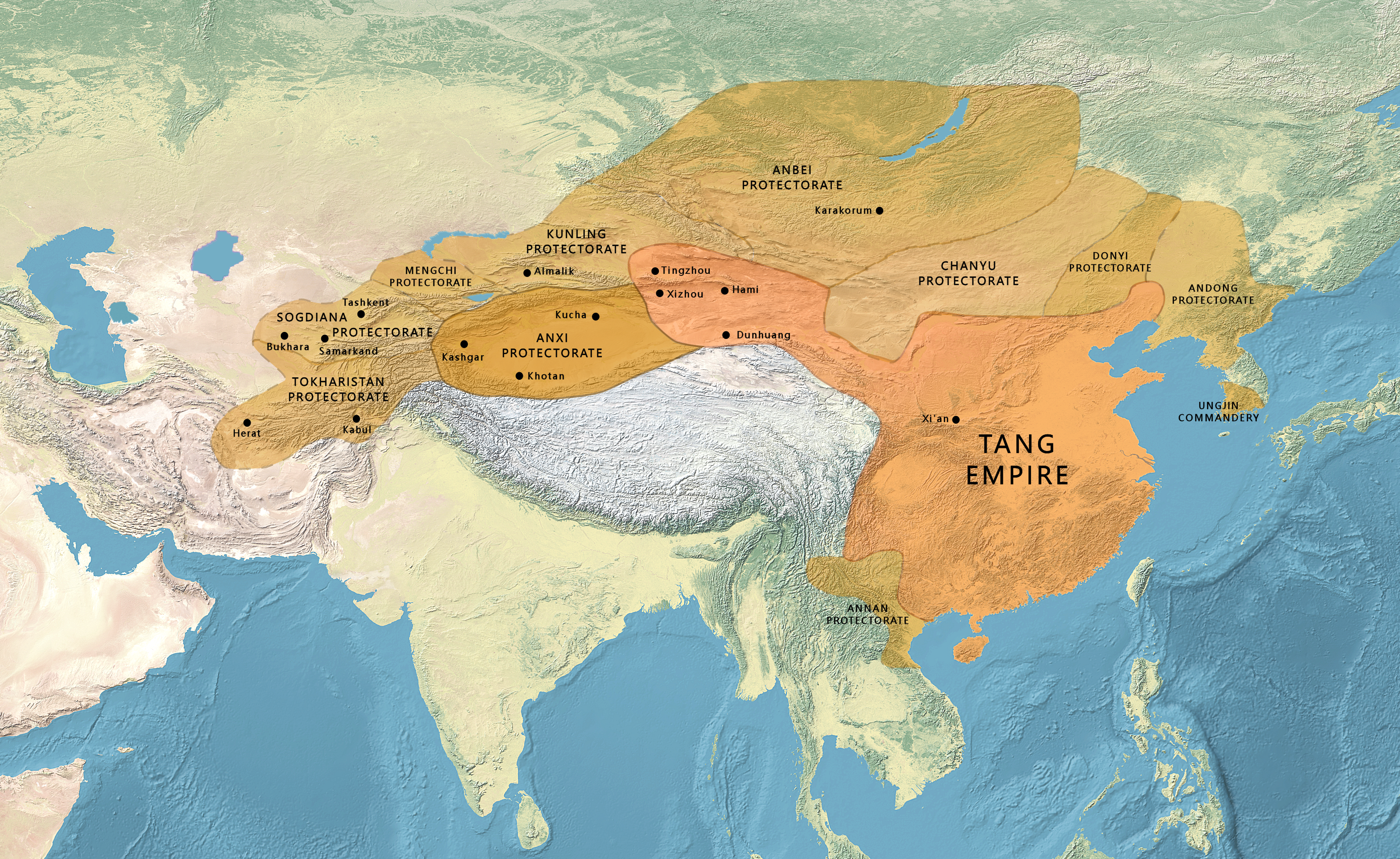
안서도호부가 포함된 당 전성기 지도.

안서도호부(安西都護府)는 당나라 때 현재 간쑤성 둔황시와 현재 투르판시 동쪽에 설치된 도호부로 타림 분지에서 서투르키스탄의 지역까지 관장했다.

## 역사
640년 당 태종 정관 14년에 간쑤성 둔황시 서주도호부(西州都护府)를 설치하였다. 그리고 서주(西州)라고 불렀다. 640년 9월 교하성에 안서도호부를 설치하였는데, 이곳에서 서돌궐의 침략에 대비하였다. 최초의 안서도호는 교사망(喬師望)이였는데 당시의 군사는 수 천명에 지나지 않았다. 
초대 도호는 교사망(喬師望)의 후임으로는 곽효각(郭孝恪)이 계임했다. 648년, 곽효각이 구차국을 멸망시키자 안서도호부의 치소를 구차(龟兹)로 옮겼다. 그런데 서돌궐의 공세로 도호부의 치소가 잠시 서주로 다시 이전되었다. 결국 657년 전군 총관 소정방이 서돌궐 정벌에 출전하여 사발라가한을 생포하고 서돌궐이 와해되자 이듬해에 도호부를 구차로 다시 옮겼다. 이후 안서도호부의 관할 구역은 더욱 방대해졌고, 이에 안서도호부는 군사적 기구인 안서사진을 따로 상설해 90여 속주를 통치하였다.
747년, 고선지가 연운보에서 토번군을 격파하고 소발률을 점령함으로써 서역의 72개 소국이 당에 항복했는데 이 때 안서도호부는 최전성기를 맞이하였다.
781년, 토번의 재상 상치싱얼이 사주자사의 당군을 격파하고 돈황을 점령했다. 실질적으로 서역 일부를 토번이 점유하자 실크로드는 그 의미가 퇴색하였고, 당의 장안과 안서도호부는 위구르 제국에 의존해 연락을 취했다. 790년, 위구르의 군대가 북정을 공격하나 토번의 명장 줘치수에게 대패하고 서역 전역을 토번에 빼앗김으로써 안서도호부는 폐지되었다. 

## 부속 관할

### 안서 사진(安西四鎭)
- 귀자도독부(亀茲都督府)
- 비사도독부(毗沙都督府)
- 소륵도독부(疏勒都督府)
- 언기도독부(焉耆都督府)

### 서역 십육도독주부(西域十六都督州府)
- 월지도독부(月氏都督府)
- 태한도독부(太汗都督府)
- 조지도독부(條枝都督府)
- 대마도독부(大馬都督府)
- 고부도독부(高附都督府)
- 수선도독부(修鮮都督府)
- 사봉도독부(寫鳳都督府)
- 열반도독부(悦般都督府)
- 기사주(奇沙州)
- 화묵주(和默州)
- 여수오주(挔手敖州)
- 곤허주(崑墟州)
- 지거주(至秬州)
- 조비주(鳥飛州)
- 왕정주(王庭州)
- 파사도독부(波斯都督府)

## 같이 보기
- 고선지
- 쿠차
- 가오창
- 교하성
- 안동도호부
- 안북도호부
- 북정도호부
- 선우도호부